# Lee's Summit
Lee's Summit è una città degli Stati Uniti d'America, nella contea di Jackson dello Stato del Missouri.
Appartiene alla cintura urbana della città di Kansas City. Al 2008 possedeva una popolazione di 82 820 abitanti.